# Cryptic
Cryptic, uitgegeven in 1997, is het zevende studioalbum van de Zweedse death metalband Edge of Sanity.
Cryptic is het enige Edge of Sanity album waar oprichter Dan Swanö niet aan meewerkte. De zang op dit album wordt verzorgd door Roberth Karlsson van de Zweedse death metal band Pan.Thy.Monium.

## Tracks
1. Hell Written - 4:35
2. Uncontroll Me - 5:55
3. No Destiny - 3:36
4. Demon I - 4:16
5. Not of This World - 3:51
6. Dead I Walk - 3:26
7. Born, Breed, Bleeding - 4:30
8. Bleed You Dry - 5:24

## Bezetting
Edge of Sanity
- Roberth Karlsson − Zang
- Andreas Axelsson − Gitaar
- Sami Nerberg − Gitaar
- Anders Lindberg − Bass
- Benny Larsson − Drums